# Minka Pradelski
Minka Pradelski (* 1947 in Zeilsheim, Frankfurt am Main) ist eine deutsche Schriftstellerin und Filmemacherin.

## Leben
Minka Pradelski wurde 1947 in einem Lager für Displaced Persons in Frankfurt am Main geboren. Ihre Eltern waren dem Holocaust entkommen – ihr Vater als Überlebender des Ghetto Łódź, ihre Mutter als sogenannte Illegale mit falschen Papieren. 1952 verließ die Familie Deutschland mit dem Ziel New York, nach einer Zwischenstation in Montreal kehrte sie jedoch nach Frankfurt am Main zurück. Pradelski legte ihr Abitur am Frankfurter Gymnasium Elisabethenschule ab.
Nach dem Studium der Soziologie an der Goethe-Universität in Frankfurt am Main arbeitete Pradelski von 1983 bis 1987 als wissenschaftliche Mitarbeiterin bei Clemens de Boor (Sigmund-Freud-Institut) an dem Projekt Nachwirkungen massiver Traumatisierungen bei jüdischen Überlebenden der NS-Zeit.
Von 1988 bis 1994 betreute Pradelski die Öffentlichkeitsarbeit für die Zentralwohlfahrtsstelle der Juden in Deutschland.
Darüber hinaus ist sie für diverse Sozialkommissionen der jüdischen Gemeinde Frankfurt am Main ehrenamtlich tätig und kann auch auf eine ehrenamtliche Tätigkeit für die Steven Spielberg Shoa Foundation zurückblicken.
Ihr Roman Und da kam Frau Kugelmann erschien auch als Hörbuch mit Iris Berben und wurde ins Niederländische übersetzt. Das Buch wurde 2005 in der ZDF-Reihe Lesen! vorgestellt und in der FAZ und der NZZ besprochen.
2021 wurde Pradelski die Wilhelm-Leuschner-Medaille zuerkannt.

## Werke

### Aufsätze und Bücher
- Ghetto Theresienstadt: Fürsorge zwischen Leben und Tod. – Ein Interview mit Trude Simonsohn und Minka Pradelski. In: Zedaka – jüdische Sozialarbeit im Wandel der Zeit. Jüdisches Museum, Frankfurt am Main 1992. ISBN 3-9802125-4-8.
- Und da kam Frau Kugelmann. Frankfurter Verlagsanstalt, Frankfurt am Main 2005. ISBN 978-3-627-00123-0. (Roman)
- Es wird wieder Tag. Frankfurter Verlagsanstalt, Frankfurt am Main 2020. ISBN 978-3627002770. (Roman)

### Filme
- Stalin hat uns das Herz gebrochen – Jüdische Genossen in der jungen DDR. Dokumentarfilm, 52 Minuten, Deutschland 2000. Regie und Produktion: Minka Pradelski und Eduard Erne. (Als Fernsehbeitrag gekürzt auf 45 Minuten 2003 vom NDR ausgestrahlt.)
- Die Gespenster der Vergangenheit – über die vergessenen Opfer der DDR. Dokumentarfilm, 30 Minuten, Deutschland 2001. Ein Film von Eduard Erne und Minka Pradelski. (Erstausstrahlung NDR, unter anderem gesendet am 29. September 2002 auf Phoenix)
- Zedaka: jüdische Integrationsarbeit in Deutschland. Dokumentarfilm, 60 Minuten, Deutschland 2004. Regie: Minka Pradelski und Eduard Erne. (Ausgestrahlt unter anderem am 14. März 2004 auf Phoenix)